# A-003
A-003 byl třetí test únikového systému kosmické lodi Apollo při podmínkách podobných skutečnému letu. Úkolem testu bylo otestovat únikový systém ve výšce odpovídající přibližné hranici pro efektivní použití aerodynamických řídících prvků (zvaných Canards). Do výšky 36 kilometrů měla maketu servisního a velitelského modulu Apollo opět vynést raketa Little Joe II, která byla pro tyto testy speciálně navržena. Raketa byla pro tento test vybavena šesticí raketových motorů na tuhá paliva Algol, které byly odpáleny po trojicích (tři pro každý stupeň) a dokázaly vynést raketu do velké výšky. Start se konal 19. května 1965 v 06:01 místního času (13:01 UTC) na základně White Sands Missile Range v Novém Mexiku.
Přesně v 06:01:04 byl odpálen první stupeň a raketa se vznesla, její let však netrval dlouho a po 2,5 sekundách došlo k poruše a následně ztrátě kontroly. Raketa začala nekontrolovatelně rotovat kolem podélné osy (až 260° za sekundu) rozpadla se ještě před zážehem druhého stupně. Únikový systém tedy zahájil procedury pro záchranu v malé výšce místo plánovaného testu v řídkých vrstvách atmosféry. Při takto vysokých otáčkách se aerodynamické řídící plochy ukázaly jako neúčinné a navíc destabilizující. Pozdější simulace potvrdily neúčinnost aerodynamických ploch při vysokých otáčkách, ale ukázalo se, že při podélné rotaci do 20° za sekundu je systém spolehlivý a to bylo podstatné, neboť právě 20°/s byl limit pro automatické spuštění únikového systému při budoucích misích s lidskou posádkou.
Kromě testu aerodynamických ploch ve vysoké výšce, měl test A-003 i několik vedlejších cílů. Byly to: určit oscilace při vysunutých aerodynamických plochách, prověřit systém odpojení věže, prověřit účinnost předního tepelného štítu, určit míru snížení viditelnosti okny modulu v důsledku jejich znečištění plyny z motoru únikového systému, určit teplotní, silové a aerodynamické působení na jednotlivé komponenty únikového systému při různých fázích letu. Vysoké otáčky modulu znemožnily aerodynamické testy, ale všechny ostatní subsystémy pracovaly správně. Ve výsledku sice nebylo dosaženo požadované výšky 36 km, ale systém předvedl úspěšné odpojení v malé výšce (~3,8) a při vysoké úhlové rychlosti. Letové charakteristiky jako Machovo číslo a dynamické tlak byly téměř shodné s podmínkami očekávanými při reálných letech Saturnu I a V.